# Mandylion (Album)
Mandylion ist das dritte Studioalbum der niederländischen Band The Gathering. Das Album wurde am 22. August 1995 via Century Media veröffentlicht.

## Entstehung
Laut dem Schlagzeuger Hans Rutten wollte die Band nach dem Album Almost a Dance mit einer Sängerin weitermachen, da sowohl Niels Duffhues als auch Martine van Loon The Gathering verlassen hatten. Zudem wollten die Musiker keine Growls mehr verwenden. Um eine passende Sängerin zu finden, spielte die Band ein instrumentales Konzert für einen Fernsehsender, das jedoch nie ausgestrahlt wurde. Die Musiker waren kurz davor, die Band aufzulösen, ehe ein Freund der Band ihnen seine Ex-Freundin Anneke van Giersbergen empfahl.
Die Band lud sie zu einer Probe ein, wo van Giersbergen ein Lied sang, aus dem mit einem anderen Text In Motion #1 wurde. Hans Rutten erinnerte sich, dass er sofort wusste, dass van Giersbergen die Richtige wäre. Alle hätten „eine Gänsehaut gehabt“ und van Giersbergen nahm das Angebot, sich der Band anzuschließen, bedenkenlos an. Hans Rutten ergänzte, dass er und seine Bandkollegen befürchteten, dass sie sich zieren würde, sich einer „Männertruppe“ anzuschließen.

„Wenn eine Frau bereit ist, in einer Band zu singen, meint sie es in der Regel ernster als die vielen dahergelaufenen Typen, die denken, in ein Mikrofon zu blöken, würde sie zu Frontleuten machen.“

Unabhängig von der neuen Sängerin veränderte sich die Musik der Band, die nun von Genres wie Shoegaze und Wave im Allgemeinen und Bands wie Slowdive und Dead Can Dance im Speziellen beeinflusst wurde. Neben Hans Rutten machte sich der Gitarrist Jelmer Wiersma für die Kurskorrektur stark. Als Anneke van Giersbergen offizielles Bandmitglied wurde, stand das Gros der Musik. Lediglich In Motion #1 und Sand and Mercury waren noch in Arbeit. Nach van Giersbergens Einstieg wurden nur noch einige Strophen gekürzt und einige Parts umarrangiert. Sämtliche Texte wurden von Anneke van Giersbergen geschrieben.
Ursprünglich wollten The Gathering erneut mit dem Produzenten Tom Holkenberg zusammenarbeiten, der bereits das Vorgängeralbum Almost a Dance produzierte. Holkenberg wurde zwischenzeitlich jedoch als DJ unter seinem Künstlernamen Junkie XL bekannt. Außerdem legte die neue Plattenfirma der Band „Century Media“ ein Veto ein. Stattdessen wurde das Album in der Zeit vom 1. bis zum 16. Juni 1995 von Siggi Bemm und Waldemar Sorychta in den Woodhouse Studios in Hagen produziert und abgemischt. Für die Lieder Leaves, Strange Machines und In Motion #2 wurden Musikvideos veröffentlicht.

## Hintergrund
Mandylion ist zwar kein Konzeptalbum, jedoch gab es laut Hans Rutten einen Auslöser, der eine Verbindung zwischen allen acht Liedern des Albums herstellt. Am 13. August 1994 verstarb mit Harold Gloudemans ein enger Bekannter der Musiker bei einem Verkehrsunfall. Dadurch ziehen sich Themen wie Tod, Aufbruch und Abschied durch die Texte. Dass sich die Texte in diese Richtung begaben, war laut Rutten so nicht geplant.

„Wir wurden nachdenklicher – erwachsener, wenn man so will. Der Titel bezieht sich ja auf das Turiner Grabtuch oder Christusbild von Edessa, also spielten auch Glauben und Wissen, Mythos und Wirklichkeit tragende Rollen.“

Das Lied Leaves handelt von einer in die Brüche gegangenen Liebesbeziehung. Das darauf folgende Lied Fear the Sea befasst sich mit dem Thema Vergänglichkeit. In dem Lied Strange Machines geht es um das Thema Zeitreise. Van Giersbergen würde mit einer Zeitmaschine gerne zu bedeutenden Momenten der Menschheitsgeschichte reisen und diese miterleben. Das Lied enthält eine Passage aus dem Film Die Zeitmaschine von George Pal. Sand and Mercury endet mit einer Tonaufnahme von J. R. R. Tolkien, der Simone de Beauvoir zitiert.

## Rezeption
Das deutsche Magazin Metal Hammer wählte Mandylion zum Album des Monats. Laut Robert Müller hat die Band einen „beeindruckenden Schritt nach vorne gemacht“. Das Album wäre „voll von ernsthaft großer Musik, die das Attribut progressiv für ihre technische Güte, dramatisch für ihre emotionale Farbpalette und außergewöhnlich für den Gesang von Primadonna Anneke v. Giersbergen verdient“. Müller vergab sechs von sieben Punkten. Frank Albrecht vom deutschen Magazin Rock Hard bezeichnete Mandylion als „Überraschung des Monats“. Die Band habe „die Abkehr vom Death Metal und Hinwendung zu ambitionierten Sounds völlig konsequent ihrem Höhepunkt zugeführt“. Anneke van Giersbergens Gesang bezeichnete er als „traumhaft schön und einfühlsam“. Albrecht vergab neun von zehn Punkten.

## Kommerzieller Erfolg

### Chartplatzierungen
| ChartsChartplatzierungen   | Höchstplatzierung | Wochen |
| -------------------------- | ----------------- | ------ |
| Niederlande (Dutch Charts) | 20 (39 Wo.)       | 39     |

### Auszeichnungen für Musikverkäufe
Für mehr als 15.000 Verkäufe wurde das Album 2024 mit einer Goldenen Schallplatte in den Niederlanden ausgezeichnet.

| Land/Region        | Auszeichnungen für Musikverkäufe (Land/Region, Auszeichnung, Verkäufe) | Verkäufe |
| ------------------ | ---------------------------------------------------------------------- | -------- |
| Niederlande (NVPI) | Gold                                                                   | 15.000   |
| Insgesamt          | 1× Gold ·                                                              | 15.000   |

## Singleauskopplungen

### Strange Machines
Das Lied „Strange Machines“ wurde am 1. November 1995 als Single ausgekoppelt und erreichte die Platz 37 der niederländischen Singlecharts. Die Singleversion des Titelliedes ist mit 4:23 Minuten um 1:20 Minuten kürzer als die 6:03 Minuten lange Albumversion, die ebenfalls auf der Single enthalten ist. Die beiden Live-Aufnahmen der Lieder In Motion #1 und Leaves wurden am 8. Oktober 1995 im KRO's Leidsekade in Hilversum vom Toningenieur Hans Bunt aufgenommen.
Die Sängerin der Band Nightwish Floor Jansen erklärte, dass das Lied Strange Machine sie dazu gebracht hat, Sängerin in einer Metal-Band zu werden. Sie hörte das Lied im Radio und war von der Mischung aus „weiblichen Gesang und harten Gitarren“ beeindruckt.

### Adrenaline/Leaves
Am 13. Mai 1996 veröffentlichte Century Media die EP Adrenaline/Leaves. Die EP enthält mit Adrenaline und Third Chance zwei neue Lieder, wobei das Lied Third Chance für das im Jahre 1997 erschienene Nachfolgealbum Nighttime Birds neu aufgenommen wurde. Leaves hingegen stammt vom Album Mandylion und ist sowohl in der Albumversion als auch in einer um über zwei Minuten gekürzten Version enthalten. Die EP wurde in der Zeit vom 30. März bis 3. April 1996 im RS 29 Studio in der niederländischen Stadt Wolluk aufgenommen. Produziert und gemischt wurde die EP von Oscar Holleman. Das EP-Cover wurde von der Firma Media Logistics erstellt.

## Wiederveröffentlichung
Am 21. November 2005 wurde das Album von Century Media anlässlich des zehnjährigen Jubiläums wieder veröffentlicht. Die sogenannte „Deluxe edition“ enthält ein überarbeitetes Albumcover sowie ein 16-seitiges Booklet, dass zu jedem Lied Liner Notes der beteiligen Musiker sowie unveröffentlichte Fotos von den Studioaufnahmen enthält.
Neben dem regulären Album enthält die „Deluxe edition“ eine Bonus-CD mit den ersten Demoaufnahmen, die die Band 1994 und Anfang 1995 mit Anneke van Giersbergen aufgenommen hat. Diese Demos wurden ebenfalls zum ersten Mal veröffentlicht. Solar Glider ist ein instrumentales Lied ohne Gesang. Das Lied Third Chance wurde in einer veränderten Version zwei Jahre später auf dem Nachfolgealbum Nighttime Birds veröffentlicht.